# Edifici al carrer Gran, 6
L'Edifici al carrer Gran, 6 és una obra de Calldetenes (Osona) protegida com a Bé Cultural d'Interès Local.

## Descripció
Es tracta d'un edifici entre mitgeres, de planta baixa i dos pisos superiors i amb coberta a dues aigües. Les obertures es distribueixen simètricament en tres eixos verticals. A la planta baixa s'obren tres grans portals: els dos laterals són d'arc escarser i el central de llinda plana. Les obertures dels pisos superiors són de llinda plana amb brancals de carreus de pedra. Sobresurt de la façana el balcó central del primer pis. Destaca la llinda que conserva inscrita l'any 1758.